# Ercole (Michelangelo)
L'Ercole è una statua marmorea (alta circa 235 cm) di Michelangelo, scolpita verso il 1492-1493 circa e oggi perduta. 

## Storia
Di un Ercole marmoreo parlano sia il Vasari (1550 e poi 1568) che il Condivi (1553), che, "alto braccia quatro", sarebbe stato scolpito subito dopo la morte del Magnifico nel 1492, a partire da "un gran pezzo di marmo qual molti anni s'era iaciuto al acqua, et al vento". Forse si trattava di un tentativo di fare colpo e ingraziarsi il nuovo Signore di Firenze, Piero di Lorenzo de' Medici, di pochi anni più grande di Michelangelo, che non sappiamo se sortì gli effetti sperati. L'opera viene infatti descritta in Palazzo Strozzi almeno fino all'assedio di Firenze (1529-1530), quando venne acquistato da Giovan Battista della Palla per conto di Francesco I di Francia, prendendo quindi la volta della Francia. 
La statua dovette arrivare a Parigi e poi venire destinata a Fontainebleau, dove nel 1642 il Dan la vide nel Jardin de l'Étang, posta su un basamento. Pare che l'opera andò distrutta nel 1713, all'epoca di Luigi XIV. In ogni caso non si trova più citata negli inventari del castello a partire dal 1733.

## Descrizione
Le fattezze della statua sono state oggetto di controverse ricostruzioni da parte della critica. In una stampa del 1649 di Israel Silvestre si vedrebbe l'Ercole da tergo, come ricostruì Charles de Tolnay, a cui si oppose però Weinberger (1945). 
Una copia dell'originale michelangiolesco è stata pure indicata nella statua sotto la seconda nicchia a sinistra nell'anfiteatro del Giardino di Boboli (Justi 1909, Lippart-Rathshoff 1933).
Sempre Tolnay ha scovato un disegno di Rubens al Cabinet des Dessins del Louvre che riprodurrebbe l'opera vista a Firenze (qui riprodotta), nonché un bozzetto tra quelli di Casa Buonarroti che potrebbe essere stato un modello per l'opera o comunque un calco antico tratto dal modellino originale: l'importanza del modellino è testimoniata dalla sua presenza in un Ritratto di Michelangelo (pure in Casa Buonarroti) di un pittore ignoto del XVI-XVII secolo. 

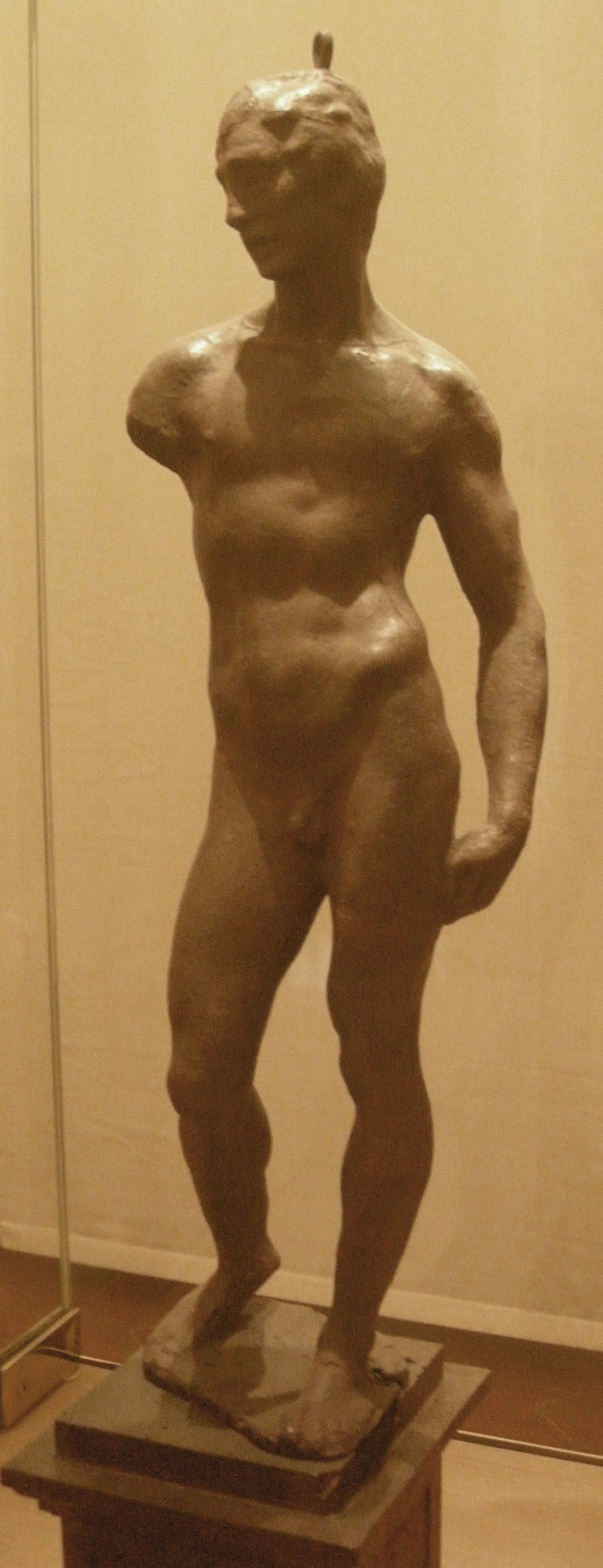
Il bozzetto di Casa Buonarroti
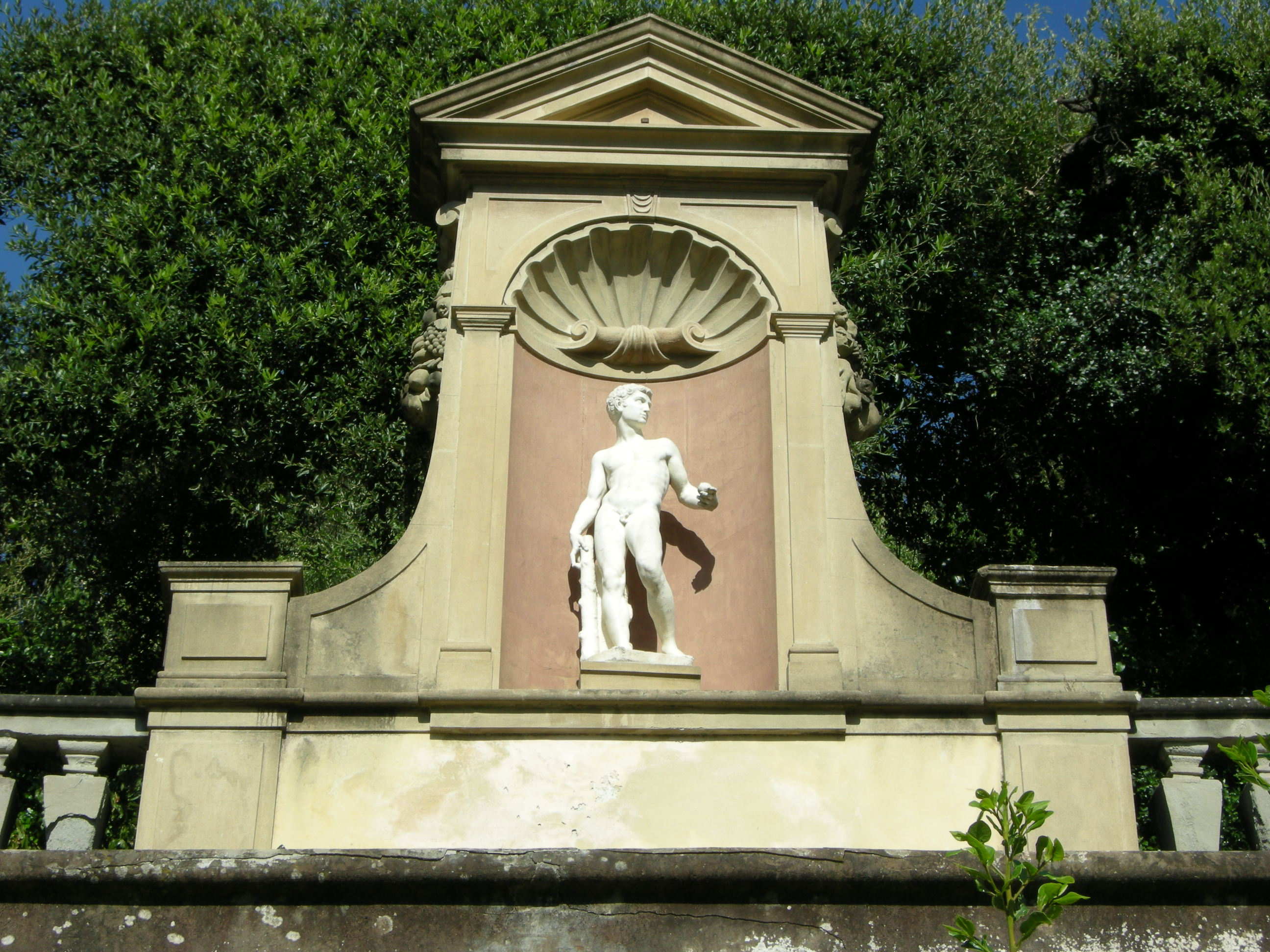
La statua nel Giardino di Boboli